# Хильчицы (Львовская область)
Хильчицы (укр. Хильчиці) — село в Золочевской городской общине Золочевского района Львовской области Украины.
Население по переписи 2001 года составляло 246 человек. Занимает площадь 0,624 км². Почтовый индекс — 80714. Телефонный код — 3265.